# Zorczino
Zorczino (ros. Зорчино) – wieś (ros. деревня, trb. dieriewnia) w zachodniej Rosji, w osiedlu wiejskim Lubawiczskoje rejonu rudniańskiego w obwodzie smoleńskim.

## Geografia
Miejscowość położona jest w dorzeczu Bierieziny, 6,5 km od granicy z Białorusią, 13,5 km od drogi magistralnej M1 «Białoruś», 0,3 km od drogi regionalnej 66N-1608 (R120 / Rudnia – Lubawiczi – Wołkowo), 18 km od drogi federalnej R120 (Orzeł – Briańsk – Smoleńsk – granica z Białorusią), 2,5 km od centrum administracyjnego osiedla wiejskiego (Lubawiczi), 17,5 km od centrum administracyjnego rejonu (Rudnia), 70,5 km od Smoleńska.

## Demografia
W 2010 r. miejscowość zamieszkiwało 26 osób.

## Historia
W czasie II wojny światowej od lipca 1941 roku wieś była okupowana przez hitlerowców. Wyzwolenie nastąpiło w październiku 1943 roku.